# Kelly Bochenko
Kelly Bochenko, nacido el 27 de abril de 1986 en Savigny-sur-Orge en Essonne es una francesa de origen ucraniano (la parte de Ucrania, que estaba presente en polaco), Polonia Germano por su padre, japonés e italiano su madre. Ella fue coronada Miss París de 2009 y forma parte de la elección de Miss Francia 2010.

## El escándalo
El 24 de diciembre de 2009, la revista francesa "Entrevista", publicado en la cobertura y la foto en el interior a doble página de Kelly Bochenko desnuda tomando poses pornográficas. Estas fotos fueron hechas en un "amigo" después de las palabras de Kelly. Sin embargo, antes de la elección de Miss Francia, como todas las regionales de la señorita Kelly dijo Bochenko había escrito pero nunca hizo las fotos desnudas (que firmó este reconocimiento dos veces). Será derrocado por Genevieve de Fontenay, 26 de diciembre de 2009 (es decir, tres semanas después de su participación en la elección de Miss Francia 2010). El 4 de junio de 2010, Kelly en la portada de 'Público' revista de celebridades francesas con la presentación de una nueva mama. La ex Miss mediada por París pasando por el famoso agrícola en África se ha utilizado una cirugía plástica: la habría pasado por un B 90 a 95 D. Kelly Bochenko también se refleja en su elección durante una larga entrevista, admitiendo, por ejemplo: "Tuve problemas con mi cuerpo hace mucho tiempo antes de la operación, me encontré realmente no (...) hermoso que estoy buscando. largo de reproducir mi ideal femenino: una mujer bella con formas cuando sea necesario, y las mediciones que te hacen soñar".

## Consecuencias
Importante consecuencia de Kelly Bochenko: los medios de comunicación han basado en gran medida sobre este asunto (Emisiones "Acceso de los particulares" en la M6, "50 Minutos interior" en la TF1, "Los incidentes, mag" en France 3, el sitio de la Serie de Oro ... ).
Chloe Francisco, primera finalista Kelly Bochenko afirmó entonces el título de Miss París, que debe por derecho, pero el presidente del comité Miss Francia negó el argumento de que demasiados votos separaron al ganador de su primer corredor, este que no es justo; Kelly fue elegido para la gran mayoría del jurado y el público, ningún otro candidato no puede reemplazarlo y luego reclamar la corona.
Por otra parte, será la última Bochenko Miss Kelly París no habrá más elecciones de la capital de Francia solo. Podría ser que París y la región de Ile-de-France se agrupa en la misma forma para la nueva Miss La última señorita en París, Francia es coronada Miss Patricia Spehar, la señorita de París de 1996, Miss Francia 1997.

## Actuaciones judiciales
Las actuaciones judiciales se inician. Bochenko Kelly presentó una denuncia contra la revista "Interview" y pidió la retirada de los quioscos de la revista, mientras que el autor de las fotos es activamente buscado. Será rechazada: 8 de enero de 2010, el Tribunal de Gran Instancia de París anuncia que la revista "Interview" no se retira de los quioscos. El 13 de febrero de 2010, la revista Interview fue condenado a pagar € 7000 por daños y perjuicios a Kelly Bochenko. La ex Miss indigentes no han cometido ningún persecución judicial contra los que había vendido aún las fotos de el origen de este escándalo.
Está preparando un libro programado para salir a finales de 2010. Este libro es en gran parte autobiográfico, los rastros de su carrera.
- Datos: Q3194884